# Jean François (matematician)
Jean François (n. 1582 la Saint-Claude - d. 20 ianuarie 1668 la Rennes) a fost un matematician francez, ce a aparținut Ordinului iezuit.
A fost profesorul lui René Descartes, față de care a menținut o stimă și un respect deosebit.
A fost profesor de matematică la mai multe colegii.
Cea mai cunoscută operă a sa este: L'Arithmetique ou l'art de compter toutes.